# Архангельский, Леонид Михайлович
Леони́д Миха́йлович Арха́нгельский (1925—1982) — советский учёный-философ

 и педагог, доктор философских наук (1963), профессор (1966). Член президиума Философского общества СССР.

## Биография
Родился 23 сентября 1925 года в городе Хилок Читинского уезда (ныне — Читинская область).
С 1941 года, в возрасте шестнадцати лет, в период Великой Отечественной войны начал свою трудовую деятельность литературным сотрудником Сарапульской редакции радиовещания, в период войны работал в должности электроконтролёра Сарапульского радиозавода, выпускал военную продукцию для нужд фронта. За участие в трудовом фронте был награждён Медалью «За доблестный труд в Великой Отечественной войне 1941—1945 гг.».
С 1945 по 1950 годы проходил обучение на историко-филологическом факультете Уральского государственного университета (УрГУ). С 1950 по 1953 годы обучался в аспирантуре по кафедре философии УрГУ.
С 1953 года на педагогической работе в УрГУ: с 1953 по 1956 годы — старший преподаватель, с 1956 по 1965 годы — доцент, с 1965 по 1966 годы — заведующий кафедрой этики и эстетики, с 1966 по 1972 — зав. кафедрой исторического материализма, одновременно с 1966 по 1976 годы был профессором Института повышения квалификации УрГУ. С 1972 по 1976 годы — декан философского факультета УрГУ.
С 1976 по 1982 годы являлся заведующим сектором этики Института философии АН СССР.
В 1953 году защитил диссертацию на соискание учёной степени кандидата философских наук по теме: «Марксизм-ленинизм о единстве языка и мышления», в 1963 году — доктора философских наук по теме: «Категории марксистской этики». В 1966 году приказом Высшей аттестационной комиссии (ВАК) Л. М. Архангельскому было присвоено учёное звание профессора.
Помимо основной деятельности занимался и общественной работой: был председателем бюро секции этики и членом президиума Философского общества СССР, председателем бюро Уральского отделения Философского общества СССР, председателем учёного совета по защите диссертаций по философским наукам при Уральском университете, руководителем лекторской группы при Ленинском районном комитете КПСС по философии и научному коммунизму, членом экспертной комиссии ВАК СССР, членом редакционной коллегии журнала «Философские науки», учёным секретарём секции по проблемам правового и нравственного воспитания молодежи Общественного совета по координации научных исследований коммунистического воспитания молодёжи при ЦК ВЛКСМ и АПН СССР. С 1978 по 1981 годы был ведущим телевизионной программы «Этика».
Л. М. Архангельский — автор свыше 150 научных трудов, под его руководством было подготовлено более 30 кандидатов и докторов философских наук.
Последние годы проживал в Москве, где скончался 8 сентября 1982 года.

## Награды
- Медаль «За доблестный труд в Великой Отечественной войне 1941—1945 гг.»
- Медаль «В ознаменование 100-летия со дня рождения Владимира Ильича Ленина»